# Jorge Maldonado
Jorge Maldonado (Buenos Aires, 5 maggio 1929 – Merlo, 24 marzo 2012) è stato un calciatore argentino, di ruolo difensore.
Con l'Independiente vince due titoli argentini, due Libertadores consecutive, ma perde due Coppe Intercontinentali di fila (1964 e 1965), entrambe contro gli italiani dell'Inter.

## Palmarès

### Competizioni nazionali
- Campionato argentino: 2

Independiente: 1960, 1963

### Competizioni internazionali
- Coppa Libertadores: 2

Independiente: 1964, 1965